# Gianpiero
Gianpiero ist ein italienischer männlicher Vorname, entstanden aus der Verbindung der Vornamen Gianni und Piero.

## Varianten
Eine weitere Variante des Namens ist Giampiero. Von der Variante des Namens Piero, Pietro, wiederum leiten sich die Namen Gianpietro und Giampietro ab.

## Bekannte Namensträger
- Gianpiero Combi (1902–1956), italienischer Fußballtorhüter
- Gianpiero Fiorani (* 1959), italienischer Bankmanager
- Gianpiero Lupi (1942–2013), Schweizer Militärarzt und von 2001 bis 2008 Oberfeldarzt der Armee
- Gianpiero Palmieri (* 1966), italienischer römisch-katholischer Geistlicher, Bischof von Ascoli Piceno